# Classic Masters (album de Queensrÿche)
Pour les articles homonymes, voir Classic Masters.
 (juillet 2017).
Si vous disposez d'ouvrages ou d'articles de référence ou si vous connaissez des sites web de qualité traitant du thème abordé ici, merci de compléter l'article en donnant les références utiles à sa vérifiabilité et en les liant à la section « Notes et références ».
Albums de Queensrÿche
Tribe
(2003) Operation : Mindcrime 2
(2006)
Classic Masters est une compilation du groupe de heavy metal progressif américain Queensrÿche, sortie en 2003.

## Liste des titres
Toute la musique est composée par Queensrÿche.
| 1.    | Queen of the Reich                | Chris DeGarmo                | Queensrÿche, 1983              | 4:22 |
| 2.    | Warning                           | Geoff Tate, Michael Wilton   | The Warning, 1984              | 4:44 |
| 3.    | The Killing Words                 | DeGarmo, Tate                | Rage for Order, 1986           | 3:57 |
| 4.    | Speak                             | Tate, Wilton                 | Operation: Mindcrime, 1988     | 3:44 |
| 5.    | I Don't Believe in Love           | DeGarmo, Tate                | Operation: Mindcrime, 1988     | 4:25 |
| 6.    | Anybody Listening?                | DeGarmo, Tate                | Empire, 1990                   | 7:41 |
| 7.    | Another Rainy Night (Without You) | DeGarmo, Eddie Jackson, Tate | Empire, 1990                   | 4:29 |
| 8.    | Silent Lucidity                   | DeGarmo                      | Empire, 1990                   | 5:45 |
| 9.    | I Am I                            | DeGarmo, Tate                | Promised Land, 1994            | 3:59 |
| 10.   | Bridge                            | DeGarmo                      | Promised Land, 1994            | 3:30 |
| 11.   | The Voice Inside                  | DeGarmo                      | Hear in the Now Frontier, 1997 | 3:51 |
| 12.   | Sign of the Times                 | DeGarmo                      | Hear in the Now Frontier, 1997 | 3:33 |
| 54:00 |                                   |                              |                                |      |

## Membres du groupe
- Geoff Tate : chant
- Chris DeGarmo : guitare
- Michael Wilton : guitare
- Eddie Jackson : basse
- Scott Rockenfield : batterie